# Apollonius van Tyana

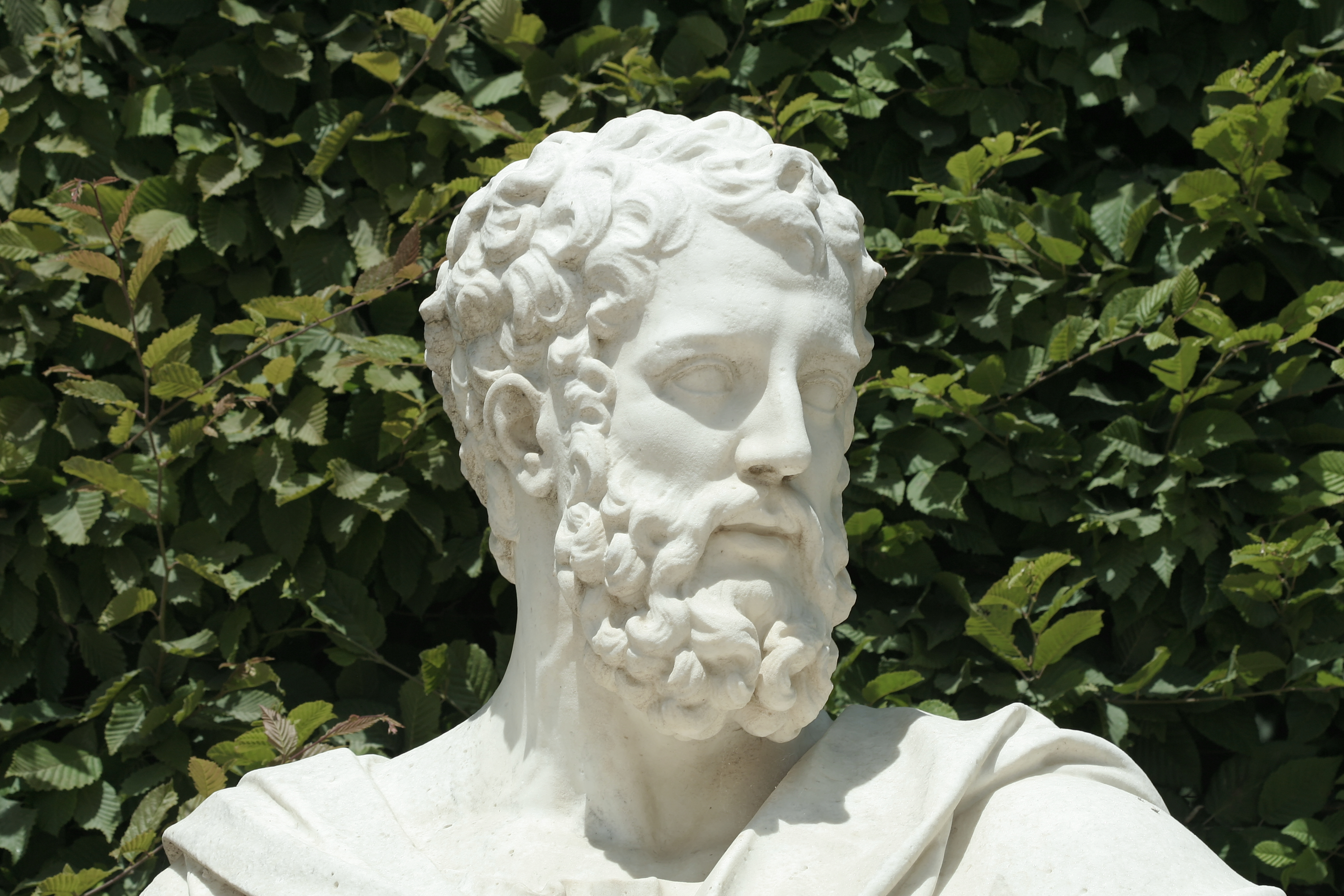
Barthélemy de Mélo (actief 1683-1720): Apollonius. Parc de Versailles, Rond-Point des Philosophes, 1687.

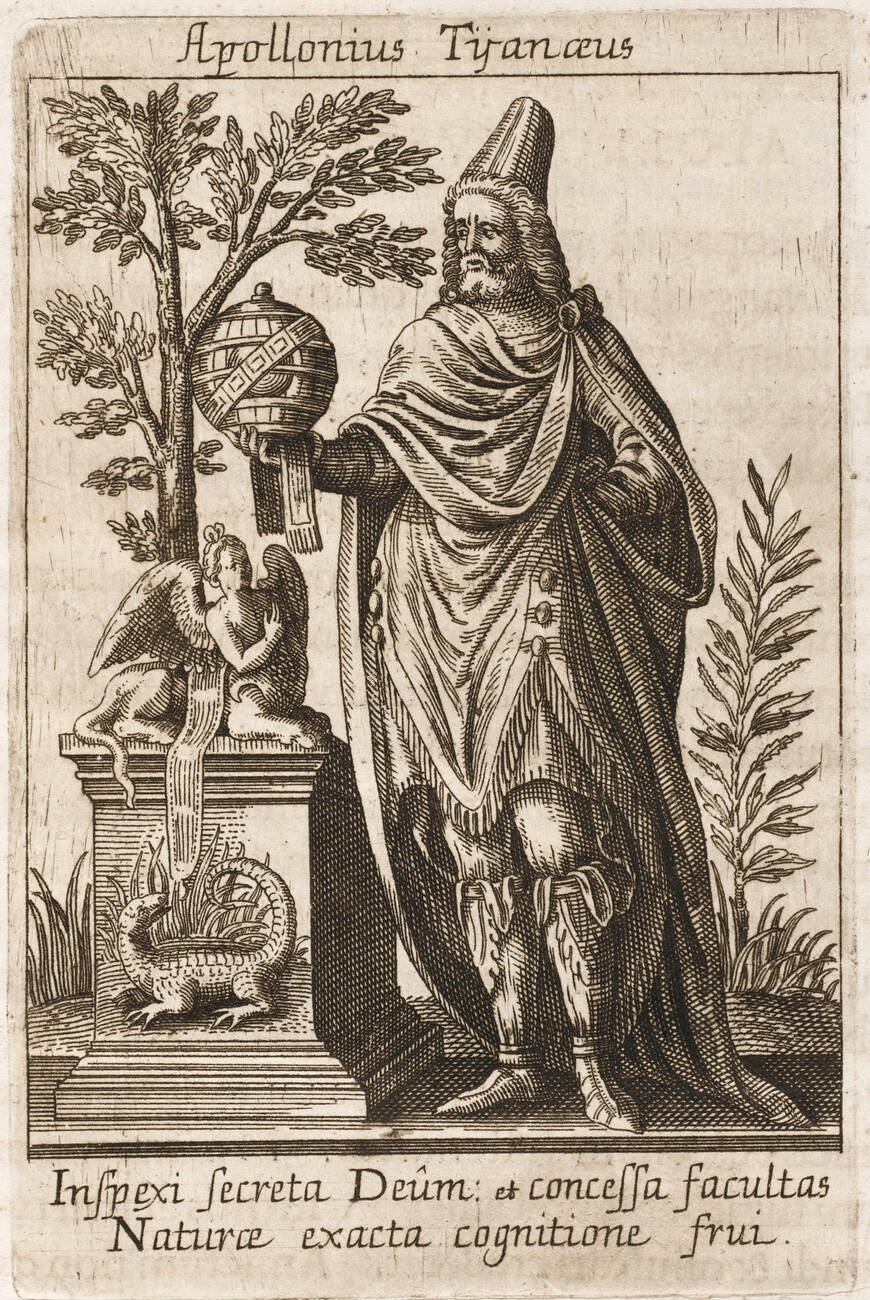
Apollonius van Tyana op een voorplaat van een boek, 1670?

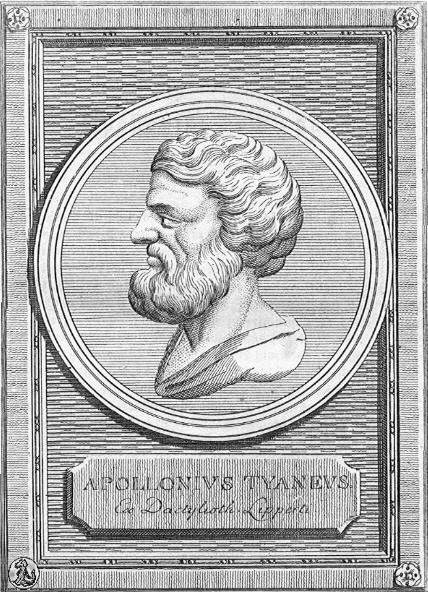
Gottlieb Friedrich Riedel (1724-1784): Apollonius van Tyana,1780.

Apollonius van Tyana (Oudgrieks: Τυάνεος Ἀπολλώνιος, Tyaneos Apollonios) (Tyana, 2 n.Chr - Ephese, Lindos of Kreta, ca. 98 n.Chr.) was een Grieks neopythagoreïsch filosoof en leraar. Zijn leer beïnvloedde de wetenschap en het occultisme tot eeuwen na zijn dood. Volgens Apollonius dankte Pythagoras de beginselen van zijn wijsheid aan India en hij maakte daarom een reis naar Indiase wijzen.

## Boek
De notities, die Apollonius' leerling Damis maakte tijdens hun reizen, gaan ook over de opvolging van keizers (Nero, Vespasianus, Titus, Domitianus) en kwamen een eeuw na Apollonius, mogelijk via een nazaat van Damis, terecht bij keizerin Julia Domna, de vrouw van Septimius Severus, die de schrijver Philostratus opdroeg om met de aantekeningen een biografie van de oude wijze te schrijven. Julia Domna verzamelde wiskundigen en filosofen om zich heen en misschien namen pythagoreeërs deel aan de discussies in haar keizerlijke salon. Dat zou Julia's belangstelling voor Damis' werk kunnen verklaren. Als telg van een geslacht van zonnepriesters uit Emesa was zij gevoelig voor religieuze en mystieke bespiegelingen. Haar zoon Caracalla bouwde in Tyana een gewijd heiligdom voor Apollonius. De latere keizer Alexander Severus had in zijn privékapel een beeld van Apollonius.
Philostratus voltooide zijn in het Grieks geschreven boek Ta es ton Tyanea Apollonion pas na de dood van Julia Domna (217). Hij schreef in de 'Attische' stijl. Die stijl streefde naar eenvoudiger kunstproza dan het asianisme, waar het een reactie op was.
Apollonius is bekend door deze biografie van Philostratus, die later werd gebruikt om Apollonius als een tegenhanger van Jezus Christus voor te stellen. Deze opvatting moet echter eerder worden toegeschreven aan de latere geschiedenis van de cultus rond zijn persoon.
De verhalen van de reizen opgetekend door zijn leerling Damis en herhaald door Philostratus zijn zo wonderbaarlijk dat velen Damis als een denkbeeldig personage hebben beschouwd. Damis zou door Philostratus verzonnen zijn of mogelijk een vervalser uit de 2e eeuw.
Philostratus beschrijft het leven van Apollonius in acht boeken. Voor zijn bronnen was hij niet alleen op het werk van Damis aangewezen. Er waren lokale tradities uit verschillende steden waar Apollonius was geweest. Er waren veel brieven van hem, zijn testament en eerdere boeken over Apollonius. Het boek van Maximus van Aigai, die vanwege zijn welsprekendheid secretaris van de keizer werd, gaf informatie over zijn jeugd en studiejaren in Aigai. Moiragenes schreef een boek met vier hoofdstukken, Herinneringen aan Apollonius van Tyana, magiër en filosoof. De kwalificatie als magiër wees Philostratus af, omdat het neutrale woord magos (Perzische priester en astroloog) al snel de negatieve indruk van zwarte magie, van tovenaar (goès) en twijfelachtige praktijken kreeg. Tovenaars maakten misbruik van de onwetendheid van mensen en verdienden aan hen grof geld. Apollonius' vijanden spraken over hem alsof hij zo'n bedrieger en tovenaar was.
In de 4e eeuw werd Philostratus' Griekse werk in het Latijn vertaald, Vita Apolloni. Daarvan zijn 17 handschriften overgeleverd. Het oudste manuscript, de Escorialensis gr. 227, dateert uit de 12e eeuw, de andere zijn uit de 14e of 15e eeuw. Een ging verloren in de Tweede Wereldoorlog. De eerste, gedrukte versie verscheen in 1501-1502 in Venetië en was gebaserd op de Florentijnse Laurentianus 69.26 met Eusebius' weerlegging van Hierocles er aan toegevoegd, want Apollonius gold in het begin van de 16e eeuw nog steeds als een gevaarlijke concurrent van het christendom. In Parijs verscheen in 1600 een uitgave. Daarna verschenen in 1700, 1844 en 1870 verschillende edities van Het leven van Apollonius van Tyana.

## Biografie

### Jeugd en opleiding
Apollonius werd geboren in de stad Tyana in de provincie Cappadocia (in Anatolië) van het Romeinse Rijk. Zijn vader had dezelfde naam en zijn familie was oud en stamde af van de stichters van de stad. De familie overtrof in rijkdom de andere plaatselijke families. Apollonius had een drie jaar oudere broer. Hij begon zijn studie op 14-jarige leeftijd in de nabijgelegen stad Tarsus onder de leraar Euthydemos van Fenicië, maar veranderde van leraar en stad. In de tempel van Asclepius in Aegae vond hij meer rust en een sfeer om zich in de filosofie te verdiepen. Er studeerden aanhangers van Plato, van Chrysippos, van de school van Aristoteles en zelfs de filosofie van Epicurus. Daar legde hij zich toe op de leer van Pythagoras waarvan hij het ascetische ideaal geheel overnam. Zijn docent in de theorie van de leer van Pythagoras was Euxenos uit Heraclea in Pontos. Toen hij 16 jaar was wilde Apollonius het leven van Pythagoras in de praktijk gaan leiden. Hij 'reinigde zijn ingewanden', door dierlijk voedsel af te wijzen, van wijn af te zien en gedroogde vruchten en groente te eten en ging op blote voeten lopen. Hij droeg linnen kleding, liet zijn haar groeien en woonde in het heiligdom van Asclepius. De bestuurder van Cilicië probeerde hem te verleiden, maar vond drie dagen later de dood, omdat hij met Archelaos, de koning van Cappadocië, een samenzwering tegen de Romeinen beraamde.
Toen hij 20 jaar was stierf zijn vader, zijn moeder was al overleden, en hij deelde de erfenis met zijn broer. Toen hij niet meer onder voogdij stond, gaf hij zijn broer de helft van zijn eigen erfdeel en ontfermde zich over hem om hem weer op het rechte spoor te krijgen, want zijn oudere broer was verslaafd aan dobbelen, drank, vierde feest met 'meisjes van plezier' en was een arrogante, ijdele opschepper, die zijn haar verfde. Na zijn broer van slechte gewoonten te hebben afgeholpen, schonk hij de rest van zijn bezit aan zijn andere familieleden. Hij maakte de keuze niet te trouwen en zich nooit met liefdesavonturen in te laten. Apollonius besloot vijf jaar lang te zwijgen en hij verbleef deels in Pamphylië en deels in Cilicië. Toen hij in Aspendos in Pamphylië kwam wist hij zwijgend, maar schrijvend, een hongeroproer tot een goed einde te brengen: graanhandelaren, die eerst graan vasthielden om te exporteren, brachten weer volop graan op de markt. Na zijn periode van zwijgen bezocht hij onder meer Antiochië. Hij vatte het plan op een reis naar India te maken.

### India
Na het nakomen van een eed tot zwijgen voor een periode van vijf jaar, trok hij van Griekenland door Azië waar hij in de jaren 40 een bezoek bracht aan Ninive, Babylon en India. Daar kwam hij in contact met de oosterse mystiek van de Magi, de Brahmanen en de gymnosofisten. Op deze reis nam hij zijn leerling de Syriër Damis van Ninive mee, die verslag deed van het leven van de filosoof in een journaal. In de buurt van Babylon, in het land van de Cissiërs, ontmoette hij afstammelingen van door Darius I gedeporteerde Eretriërs en wist hun levensomstandigheden te verbeteren. In Babylon was hij de gast van de parthische koning Vardanes I. De koning wilde hem tien geschenken aanbieden. Hij vroeg de koning als geschenk zich te bekommeren om het lot van de Eretriërs. Hij verbleef een jaar en acht maanden aan het Babylonische hof en kreeg toen een gids, kamelen, water en proviand mee om op reis te gaan.
Ze trokken over de 'Kaukasus' (Caucasus Indicus of Paropamisadae, de Hindoekoesj), 'de grens tussen India en Medië'. Ze zagen 'mensen met een lengte van vier el' met een donkere huidskleur en na het oversteken van de Indus anderen van vijf el. Philostratus vermeldt dat Dionysos bij de Indiërs en alle oosterse volken 'Nysus' wordt genoemd, naar Nysa in India. Ze lieten het gebergte achter zich en staken de Kophen over. Ze kwamen langs de berg Nysa met op de top een heiligdom van Dionysos met een beeld van Dionysos als indische jongeman van gepolijst marmer. Volgens de Grieken was de Thebaanse Dionysos als legeraanvoerder en bacchant naar India getrokken, maar volgens Indiërs was Dionysos een zoon van de Indus en nam de Thebaan van hem de thyrsus over en voerde die in bij de vieringen. De Thebaan verklaarde dat hij een zoon van Zeus was , uit de dij van zijn vader kwam en van hem de berg Meros (dij) kreeg, grenzend aan Nysa. De Thebaan beplantte de Nysa met een stek van de wijnstok uit Thebe.
Ze staken met schepen de bijna 40 stadia brede Indus over en kwamen in het boeddhistische Taxila in het koninkrijk Gandhara aan, in de provincie Punjab in het huidige Pakistan. Taxila was zo groot als Ninive en ommuurd (mogelijk gaat het om Sirkap, een archeologische site tegenover Taxila). Voor de stadsmuur was een tempel van natuursteen, ongeveer 100 voet lang, met versteende schelpen erin. Tegen elke tempelwand van het heiligdom daarbinnen waren bronzen platen vastgenageld met de daden van Poros en Alexander de Grote in geel koper, zilver, goud, donker brons en ijzer. Ze werden door Poros aangebracht na Alexanders dood. Poros verloor de strijd tegen Alexander, maar kon het land blijven regeren. In de stad was een tempel van Helios met gouden beelden van Alexander en bronzen van Poros. Op de muren waren rode stenen, die een gouden glans verspreidden en het godenbeeld was uit parels opgebouwd.
Het was rond het jaar 46 dat Apollonius vier dagen in Taxila bij koning Phraotes verbleef. De inrichting van het paleis was eenvoudig, want de koning was een filosoof. Phraotes was 27 jaar en sprak ook Grieks. Hij had kritiek op Griekenland, omdat daar geen wet bestond tegen degenen die de filosofie ten onrechte zich toe-eigenden of bedierven en van hogerhand werd niet tegen hen opgetreden. Als iemand in India filosoof wilde worden waren er strenge voorwaarden en werd de aspirant aan strenge testen onderworpen. Phraotes' grootvader had dezelfde naam, maar was evenals zijn grootmoeder gestorven toen Phraotes vader jong was. Zijn voogden werden tijdens een samenzwering gedood en Phraotes' vader werd op 16-jarige leeftijd naar een naburige koning gebracht, die hem bij 'de wijzen' als filosoof liet opleiden. Hij huwde op 23-jarige leeftijd de dochter van de koning, woonde in de zeven dorpen, die zijn vrouw als bruidsschat had gekregen en bracht hun zoon Phraotes op twaalfjarige leeftijd ook naar de wijzen. Toen Phraotes 19 jaar was en zijn ouders waren gestorven, bleek zijn oom de zeven dorpen te hebben ingenomen. Phraotes was toen aangeraden het rijk van zijn grootvader weer in te nemen.
Iarchas was de oudste van de brahmaanse wijzen. Ze woonden op een onneembare, ommuurde vesting, tussen de Hyphasis en de Ganges, vier dagreizen van Paraka, op een heuvel zo hoog als de Akropolis van Athene.
Daar ontmoette Apollonius de brahmaan Iarchas en hij bleef vier maanden bij hem om van hem wijsheid te leren (boek 3,20). Iarchas wist bij diens aankomst al alles van Apollonius. De gesprekken gingen onder meer over reïncarnatie en Iarchas vertelde dat hij in een eerder leven koning Ganges was geweest. Ganges was vermoord en de daders emigreerden en stichtten Ethiopië. Ethiopiërs zouden dus van oorsprong een Indisch ras zijn. Apollonius vertelde Iarchas dat hij in een vorig leven stuurman op een Egyptisch schip was geweest. Iarchas en zijn metgezellen waren in staat zich in de lucht op te heffen (levitatie) en voedsel en drank in overvloed op magische wijze tevoorschijn te brengen. Toch was Apollonius als filosoof er niet in geïnteresseerd deze kunst zelf te leren. De yogi's eerden, in tegenstelling tot de Grieken, Tantalos als goede man en brachten op hem een heilsdronk uit. Iarchas schonk Apollonius zeven ringen, een voor elke dag, die aan een van de zeven planeten was gewijd.
Op zijn terugreis uit India verbleef Apollonius in Ilion (Troje) een nacht op het graf van Achilles en sprak met diens schim. Bij het graf van Palamedes richtte hij op Achilles' aanwijzing diens begraven beeld op. Palamedes was door Homerus onrecht aangedaan, hij verzweeg hem om Odysseus te sparen. Aan de tempels die hij bezocht gaf hij raad hoe de goden te eren.

### Rome
Bij zijn terugkeer in Europa werd Apollonius begroet als een magiër en werd hij geëerd door priesters en het volk in het algemeen. Hij beweerde alleen maar de toekomst te kunnen voorspellen, maar in Rome werd gezegd dat hij ook de dochter van een Romeins senator van de dood had gered.
Nero zou per decreet in Rome een verbod op filosofie hebben ingesteld. Apollonius noemde Nero gevaarlijker dan een wild dier, want een wild dier verscheurt zelfs niet zijn eigen moeder. Nero liet een schip zó construeren, dat zijn moeder voor de kust schipbreuk leed en verdronk. Apollonius spoorde de leerlingen, die met hem naar Rome durfden te gaan, aan om moed te verzamelen, want ze zouden er op de proef worden gesteld. Volgens Apollonius had Tigellinus Nero al diens wreedheid en liederlijkheid bijgebracht. Tigellinus bracht Apollonius naar 'het geheime gerechtsgebouw' om hem persoonlijk te verhoren, maar ten slotte liet hij hem gaan met de woorden: 'Ga heen waarheen je wilt, want je bent te sterk om door mij overheerst te worden.'
Apollonius trok vervolgens door Griekenland, Italië en Spanje. Apollonius schonk hulp aan Vindex, die trachtte Nero af te zetten. Er wordt gezegd dat hij werd beschuldigd van verraad door de keizers Nero en later Domitianus, maar dat hij op miraculeuze wijze wist te ontkomen aan een veroordeling.

### Alexandrië
In Alexandrië ontmoette Apollonius keizer Vespasianus en gaf hem advies hoe als heerser te regeren. Vespasianus nam dit advies dankbaar ter harte. Een andere filosoof, de Egyptenaar Euphrates (ca. 35 - 118), die de keizer daarentegen adviseerde het volk democratie te geven, maar voor zichzelf grote beloningen vroeg, werd de grootste vijand van Apollonius. Hij belasterde hem later bij de naakte filosofen van Ethiopië en wilde Apollonius op basis van valse aanklachten zelfs laten doden.

### Ethiopië
Apollonius wilde de filosofie van India vergelijken met die van Egypte en trok daartoe met tien volgelingen naar de naakte filosofen in Ethiopië. Hij sprak er met Thespesion, die door Thrasyboulos in opdracht van Euphrates voor hem was gewaarschuwd. Het onderhoud had daardoor meer weg van een twistgesprek. Apollonius zette uiteen waarom hij de Indische wijsheid hoger achtte dan de Egyptische. De oorsprong van de filosofische wetenschap lag volgens hem 'bij mannen die grote kennis hebben van de goddelijke dingen en het best studie hebben gemaakt van de ziel, van wier ontstaan het onsterfelijke en ongewordene de bronnen zijn'. De goddelijk geïnspireerde filosofie van Pythagoras en de Indiërs vóór hem schonken hem oneindige en onmeetbare vreugde. Apollonius wees de Ethiopische wijzen er op, dat zij zelf ooit de Indische levenswijze aanhingen, omdat ze van oudsher, lang geleden zelf Indiërs waren (boek 6,11). Apollonius bezocht daarna de bronnen van de Nijl.

### Tarsus
In Tarsos ontmoette Apollonius de dertigjarige Titus, die, na zijn 'rampzalig bloedvergieten' in Jeruzalem, als keizer met zijn vader Vespasianus meeregeerde. Om te leren wat een goede heerser moet doen, verwees Apollonius de keizer naar de filosoof Demetrios in Rome, die van de Cynische school was. Op de vraag hoe hij zou sterven, kreeg Titus van Apollonius het antwoord, dat hij na Vespasianus' dood zijn verwanten moest vrezen en dat de dood uit zee zou komen. Domitianus zou Titus, zijn eigen broer, hebben gedood door hem een gerecht gemengd met zeehaas voor te zetten. Domitianus zou niet hebben willen regeren met 'iemand die vriendelijk en goed was.'

### Voor de rechtbank in Rome
Apollonius trok met Damis naar Rome om zich te verdedigen in het proces, dat keizer Domitianus tegen hem had aangespannen, in verband met Nerva, Orfitus en Rufus, die hij er van verdacht zijn regering aan te vallen. De Egyptenaar Euphrates had hem aangebracht en zelfs verzonnen, dat Apollonius een Arkadische jongen zou hebben geslacht om middels dit offer een boodschap van de goden te krijgen. Terwijl Apollonius zijn hele leven lang tegen elke vorm van bloedoffers was en in sommige klassieke tradities slechts van geiten en schapen de lever werd gelezen. Bovendien had Apollonius getuigen, dat hij op de zogenaamde dag van de moord bij een dodelijk zieke leerling was, waaronder twee artsen met hun gevolg. De aanklacht was dus nergens op gebaseerd, maar had als doel Apollonius uit de weg te ruimen. Apollonius belandde dagenlang in de gevangenis en na een gesprek onder vier ogen met de keizer, werd zijn lange haar en baard afgeschoren en werd hij in de boeien geslagen. Apollonius toonde Damis, dat hij zich gemakkelijk van zijn boeien kon ontdoen. Toen liet hij Damis vertrekken naar Demetrios, die in een huis dat vroeger aan Cicero toebehoorde in Dikaiarchia (Puteoli) woonde. Vier dagen later was het proces en Domitianus vroeg Apollonius vier vragen. Na deze vragen kort beantwoord te hebben, sprak Domitianus hem vrij, maar wilde hem nog onder vier ogen spreken. Zijn geschreven redevoering kwam er niet aan te pas, maar is in het boek van Philostratus in zijn geheel overgenomen. Daarin schreef hij ook dat de beginselen van de wijsheid van Pythagoras kwamen van de wijzen in India.
Apollonius wist ongemerkt de zaal te verlaten en diezelfde dag kwam hij op wonderbaarlijke wijze al aan bij Damis en Demetrios. Apollonius reisde via Sicilië naar Olympia op de Pelopponessos, waar hij veertig dagen filosofische voordrachten hield. Daarna werd het ondergrondse orakel van Trophonios bezocht en hij bracht een boek mee naar boven met de leerstellingen van Pythagoras. Zijn vraag aan het orakel was geweest: 'Wat vindt u, Trophonius, de volmaaktste en zuiverste filosofie?' Het boek werd later in Antium bewaard en kwam in het bezit van keizer Hadrianus.

### Ephese
Apollonius verbleef twee jaar bij de Grieken in Boeotië en vertrok toen naar Ionië waar hij vooral in Smyrna en Efese voordrachten hield en een school stichtte. In Efese zag Apollonius in een visioen, dat op hetzelfde moment in Rome Domitianus werd vermoord door zijn eigen lijfwacht en Stephanos, de dienaar van Domitianus' 'zuster' (nicht). Domitianus had zijn 'zwager', de oud-consul Clemens laten vermoorden en had tegen zijn 'zuster' gezegd, dat ze na drie of vier dagen 'haar man moest volgen'. Daarop was Stephanos met een mes naar Domitianus gegaan en had hem in zijn dij verwond. Op de worsteling die ontstond werd de lijfwacht gealarmeerd en die maakte de tiran af. Zo zou de keizer aan zijn einde zijn gekomen.
Nerva volgde Domitianus als keizer op, maar regeerde slechts een jaar en vier maanden. Toen Nerva hem vroeg zijn adviseur te worden, schreef Apollonius: 'Sire, wij zullen een zeer lange tijd samen zijn, waarin wij niet over anderen, noch anderen over ons zullen regeren.' Hij doelde op beider levenseinde. Apollonius stuurde Damis naar Rome met een brief, maar nam geen afscheid van hem. Het is onbekend op welke leeftijd Apollonius is heengegaan, sommigen zeggen dat hij 80 jaar was, anderen boven de 90 of 100. Ook is niet bekend waar hij gestorven is: Efese, Lindos en Kreta zijn genoemd. Hij zou verschenen zijn aan een ongelovige leerling en hem een les over de onsterfelijke ziel hebben gegeven. Er is geen graf of cenotaaf van Apollonius bekend. In Tyana werd een heiligdom te zijner ere opgericht op kosten van de keizer.
Philostratus vergrootte het raadsel van zijn held door te schrijven: "Over zijn dood lopen de getuigenissen uiteen, als hij al gestorven is.".

## Werk
Het werk van Philostratus wordt algemeen beschouwd als religieuze fictie. Het zou gaan om verzonnen verhalen, die toch iets zeggen over het karakter van Apollonius van Tyana. In de derde eeuw wilde Hierocles bewijzen dat de leer en het leven van Apollonius meer waard waren dan die van Jezus Christus. In de moderne tijd vonden Voltaire en Charles Blount, een Britse deist uit de 17e eeuw, hetzelfde. Maar Apollonius was geen oplichter of namaakprofeet. Als de verzinselen uit het werk van Philostratus worden weggelaten, houden we een serieuze hervormer met veel verbeeldingskracht over, die het heidendom een praktische moraal wilde geven, schreef de Encyclopedia Brittanica in 1911.
Hij schreef vele boeken over uiteenlopende onderwerpen, onder meer over wetenschap, geneeskunde en filosofie. Philostratus noemt zijn:
- testament
- grote verzameling brieven
- Hymne aan Mnemosyne

en twee boeken:
- Over Offers
- Voorspelling uit de sterren, waarvan niets is bewaard op een citaat na

Aan Apollonius van Tyana wordt ook het apocriefe werk Nuctemeron toegeschreven. De authenticiteit van dit werk wordt echter sterk in twijfel getrokken.
Rond 300 zorgden de Romeinse autoriteiten voor de publicatie van zijn werken in het hele Romeinse Rijk in de strijd tegen het oprukkende christendom.
De middeleeuwse islamitische alchemist Jabir ibn Hayyan analyseerde in zijn Boek over de stenen uitgebreid de alchemistische werken die toegeschreven worden aan Apollonius (door hem Balinas genoemd). In Arabische literatuur wordt hij geëerd als 'Heer van de Talismans', vanwege zijn werk met talismans, en als doorgever van de hermetische wijsheid.

## Leer
Volgens Apollonius zijn mensen gedurende hun hele leven in een gevangenis, want de ziel 'is opgesloten in een vergankelijk lichaam en heeft veel te verduren en is onderworpen aan alles wat de mens overkomt (..)'
Apollonius verwachtte van zijn leerlingen, dat ze geen 'gerechten met vlees van levende wezens' aten, de wijn vergaten, geen wol droegen, op schoeisel van boombast liepen, sliepen waar het uitkwam, niet 'zwichtten voor liefdesgenot' en hun tong wisten te bedwingen. Daarvoor schonk hij als beloning 'zelfbeheersing en rechtvaardigheid van binnenuit', dat ze niemand zouden benijden, tirannen angst in zouden boezemen eerder dan dat ze aan hen onderworpen zouden zijn, de goden met een klein offer meer zouden behagen dan met een bloedig stierenoffer en dat ze van hem met het leiden van een rein leven kennis van de toekomst zouden krijgen en dat hij hun ogen zou vullen met licht, waarmee ze een goddelijk wezen konden onderkennen en duistere schijngestalten konden ontmaskeren, als die de bedrieglijke gestalte van mensen aannamen.

## Vergelijking met Jezus Christus

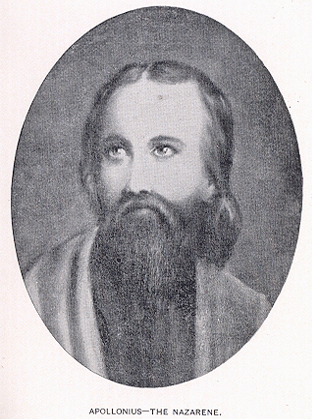
Apollonius van Tyana - De Nazarener, gefantaseerd portret, gravure, 1892

In de biografie van Philostratus valt een groot aantal gelijkenissen op met het leven van Jezus Christus. Dit is waarschijnlijk met opzet gedaan. Oorspronkelijk was deze vergelijkende weergave echter niet bedoeld om Apollonius als rivaal voor te stellen voor het christendom. In de 2e eeuw en tweede helft van de 3e eeuw hebben echter de anti-christelijke neoplatonisten Celsus en Porphyrios beweerd dat Christus niet uniek was en zij verwezen naar het werk van Apollonius. Rond 300 werd de verering van Apollonius daarentegen in Rome gebruikt in de toenmalige strijd tegen het christendom. De toenmalige gouverneur van Bithynia, Sossianus Hierocles, die in de christenvervolging van 303 een beslissende rol speelde, stelde in zijn geschrift Philalethes (de waarheidsvriend) (begin 4e eeuw) voor om Apollonius te beschouwen als een persoon die Jezus overtrof. In die tijd van grote spanningen tussen christenen en heidenen voelden waarschijnlijk beide partijen zich bedreigd. Met zijn boek wilde hij Apollonius tot symbool en leidersfiguur maken van de tegenstanders van het christendom. Dit zorgde voor hevige reacties bij de kerkvaders Eusebius van Caesarea en Lactantius, die de wonderbaarlijke daden van Apollonius toeschreven aan de invloed van demonische krachten. Eusebius was zelf een overlevende van de christenvervolging van 303. Hij publiceerde zijn antwoord waarschijnlijk na het edict van Milaan in 313. Daarmee maakten de keizers Licinius en Constantijn de Grote een eind aan de christenvervolgingen.
De eerste Engelse vertaling (van de boeken I en II) was van de deïst Charles Blount en werd vergezeld van anti-christelijke aantekeningen. Blount stelde de wonderdaden van Apollonius op een lijn met die van Jezus. Er kwam een groot schandaal van en de kerk deed de uitgave in 1693 in de ban. Het werd misschien zelfs verbrand. Blount maakte daarna een eind aan zijn leven.
Tot aan de Verlichting overheerste het negatieve beeld van Apollonius. De Verlichtingsdenkers en in het bijzonder Voltaire waren daarentegen bijzonder in Apollonius geïnteresseerd. Zij zagen Apollonius als 'een edele wijze met hoogstaande ethische beginselen'. Voltaire is vol lof over hem, maar geloofde dat de wonderverhalen verzinsels waren, van Damis of Philostratus. In de 17e en 18e eeuw worden vervolgens, net als in de late oudheid, weer vele - vaak polemische - vergelijkingen gemaakt tussen Apollonius en Christus.
In de loop van de 19e eeuw kwam er een 'niet-ideologisch gekleurde visie' op Apollonius en werden er historische en filologische methoden gebruikt om Apollonius en zijn biograaf te bestuderen.
Apollonius heeft zijn eigen 'gemeente' en wordt in kringen van theosofen en rozenkruisers vereerd als een grote wijze en profeet.

## Citaten en fragmenten
Apollonius was vegetariër, net als zijn leermeester Pythagoras. Hij zou gezegd hebben: "Want ik merkte dat de leer van Pythagoras voortreffelijk was. Ik vond hoe een geheime wijsheid het hem mogelijk maakte om te weten, niet alleen wie hij was, maar ook wie hij geweest was. En ik zag dat hij de altaren rein benaderde en niet toestond dat zijn buik vervuild werd door het eten van vlees van dieren; en dat hij zijn lichaam schoon hield van alle kledingstukken die gemaakt waren van dode dieren; en dat hij de eerste mens was die zijn tong in bedwang hield, door een discipline van stilte uit te vinden zoals beschreven in het spreekwoord "Er zit een os op".
En:
"Zag ik ook dat dit filosofische systeem in andere opzichten profetisch en waar was. Daarom omarmde ik zijn opvattingen..."
Een gebed van Apollonius van Tyana uit ongeveer het jaar 23 AD: "O, God van de Zon, zend me zover rond de wereld als goed is voor mij en jou, en dat ik goede mensen mag ontmoeten, maar nooit de slechte leer kennen, noch zij mij".
Apollonius was nog duidelijk beroemd in 272, toen keizer Aurelianus de stad Tyana belegerde, die tegen Rome in opstand was gekomen. Aurelianus beweerde dat Apollonius in een droom of visioen tot hem gesproken had en had gevraagd om zijn geboortestad te sparen. Apollonius zou gezegd hebben: "Aurelianus, als je wilt heersen, zie dan af van het bloedvergieten van onschuldigen! Aurelianus, als je wilt veroveren, wees dan vergevingsgezind!" Aurelianus, die Apollonius bewonderde, spaarde uiteindelijk de stad.

## In literatuur en film
- Apollonius van Tyana komt als personage voor in de roman The Circus of Dr. Lao van Charles G. Finney uit 1935 en eveneens in de verfilming uit 1964, getiteld 7 faces of Dr. Lao, waarin Tony Randall verschillende rollen speelde.
- In De dwaas van Palmyra kijkt Jan van Aken terug op het leven van Apollonius door de ogen van zijn leerling Damis, die steeds meer feiten moet prijsgeven aan de oprukkende legendevorming.